# Еура
Еура (фін. Eura) — громада в провінції Сатакунта, губернія Західна Фінляндія, Фінляндія. Загальна площа території — 630,20 км², з яких 51,33 км² — вода. 
Тут народився Darude — фінський репер і діджей, що разом із Себастьяном Рейманом представляв Фінляндію на Євробаченні-2019. 

## Демографія
На 31 січня 2011 в громаді Еура проживало 12502 чоловік: 6227 чоловіків і 6275 жінок. 
Фінська мова є рідною для 98,33 % жителів, шведська —  для 0,13%. Інші мови є рідними для 1,54% жителів громади. 
Віковий склад населення: 
- до 14 років —16,58%
- від 15 до 64 років — 61,38%
- від 65 років — 22,08%

Зміна чисельності населення за роками:  
| Рік  | Чисельність |
| ---- | ----------- |
| 1980 | 13729       |
| 1990 | 13406       |
| 2000 | 12957       |
| 2010 | 12507       |
| 2011 | 12502       |